# Escape Plan (videojuego)
Escape Plan es un videojuego de lógica lanzado para PlayStation Vita en 2012, como título de lanzamiento. Escape Plan es el primer título del nuevo desarrollador Fun Bits Interactive y está producido por Chris Millar, conocido por su trabajo anterior en Fat Princess. En los avances del juego, se destacó por sus imágenes nítidas en blanco y negro y su tono espantoso pero humorístico y su uso intuitivo de las entradas de PlayStation Vita, incluido el control táctil y giroscópico.

## Jugabilidad
En Escape Plan, el jugador controla dos personajes, Lil y Laarg, a través de una serie de habitaciones trampa explosiva usando los paneles multitáctiles delanteros y traseros de la PlayStation Vita y los controles de movimiento. El sistema de control basado en gestos requiere que los jugadores tracen caminos para los personajes y toque los obstáculos para apartarlos del camino y despejarles el camino. Las trampas van desde un solo ladrillo tirado en el suelo hasta enormes aspas de ventilador giratorias. No guiar a Lil y Laarg a un lugar seguro suele provocar una muerte espantosa.
Los personajes pueden recorrer el mundo del juego de numerosas formas. En algunos niveles, se inflan con helio, lo que requiere que el jugador incline la consola para guiarlos mientras flotan por la habitación. Lil y Laarg generalmente se mueven relativamente lento y para evitar trampas que se mueven rápidamente, el jugador debe agarrar a los personajes y llevarlos rápidamente a un lugar seguro pellizcando la Vita, tocando los paneles frontal y trasero a la vez.

### Bakuki's Lair
Chris Millar, líder del equipo Fun Bits Interactive, anunció en el blog de PlayStation que los propietarios de Escape Plan recibirían Bakuki's Lair, un paquete de contenido descargable (DLC) para Escape Plan, el 10 de abril de 2012. Agrega 19 salas de rompecabezas precuelas a las aventuras de Lil y Laarg. Junto con el DLC, la actualización trae nuevos ajustes y mejoras basadas en los comentarios de los jugadores, lo que permite una mayor precisión en los bloques de toque, así como un ajuste en el sistema de clasificación de estrellas del juego. El parche también sienta las bases para futuras actualizaciones.

## Recepción
En un evento de vista previa en octubre de 2011, los editores de IGN clasificaron Escape Plan como su juego favorito de PlayStation Vita hasta el momento, comentando específicamente sobre los "impresionantes claroscuros" en blanco y negro del juego, imágenes, banda sonora "excelente" clásica y jugabilidad que hace un buen uso de muchas de las funciones de control de Vita. En una vista previa del juego de diciembre de 2011, Samit Sarkar de Destructoid  lo describió como "quizás el mejor escaparate de las capacidades únicas de Vita".
Tras su lanzamiento, el juego recibió críticas "promedio" en ambas plataformas según el sitio web de agregación de reseñas Metacritic.
Digital Spy le dio a la versión Vita cuatro estrellas de cinco y lo calificó como "uno de los juegos más singulares y encantadores que jamás hayas jugado, y el valor de aprender y jugar lo hace perfecto para una computadora de mano. Problemas menores de control le impiden alcanzar la perfección, pero sigue siendo quizás el escaparate más efectivo del hardware Vita hasta la fecha." The A.V. Club le dio una B y dijo que su "humor macabro y su hermoso claroscuro en blanco y negro lo convierten en un bienvenido respiro del ruido y el destello de los otros títulos de lanzamiento de Vita. Sony tiene una habilidad especial para encontrar y financiar desarrolladores independientes con un refinado sentido del estilo." The Digital Fix le dio siete sobre diez y dijo: "En total, no podemos evitar pensar que Escape Plan representa una oportunidad perdida. Las imágenes maravillosamente impresionantes, la banda sonora discreta [sic] y el sistema de control intuitivo casi elevan el juego a un modelo para el nuevo hardware. Sin embargo, la naturaleza corta y sin desafíos del juego nos aleja. este territorio y, en cambio, posiciona Escape Plan más como una experiencia que como un juego absoluto, con guiños a las prácticas cinematográficas del pasado que ayudan a sus esfuerzos artísticos". Edge le dio una puntuación de siete sobre diez y dijo: "No es perfecto, e incluso los jugadores expertos tendrán dificultades con algunas de las tareas múltiples más exigentes que se requieren en ciertos escenarios (el salto de nivel es un reconocimiento de la dificultad inconsistente), pero es inteligente, astuto y entretenido".
En abril de 2012, Escape Plan era el juego número uno en ventas de PlayStation Network en PlayStation Vita.